# Cyclosa bacilliformis
Cyclosa bacilliformis là một loài nhện trong họ Araneidae.
Loài này thuộc chi Cyclosa. Cyclosa bacilliformis được Eugène Simon miêu tả năm 1908.